# Roberto Dabbene

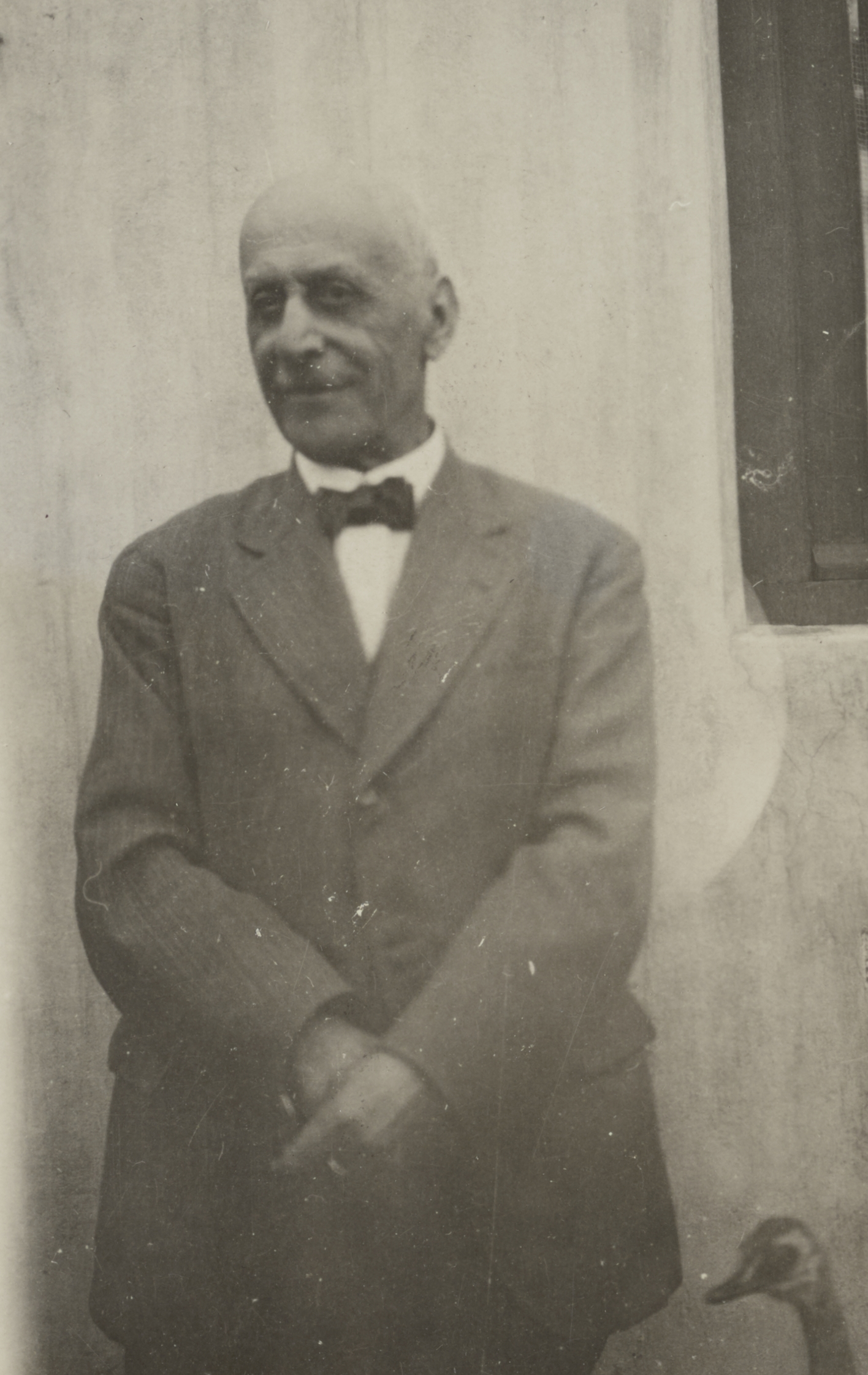
Roberto Dabbene, omkring 1930

Roberto Raúl Dabbene, född 1864 i Turin, död 1938, var en italiensk-argentinsk ornitolog.
Han flyttade 1887 till Argentina där han bland annat fick anställning i Buenos Aires zoo. Året 1916 etablerade han tillsammans med andra ornitologer organisationen Sociedad Ornitologica del Plata (idag: Aves Argentinas) och han blev föreningens första president. Dabbene publicerade flera avhandlingar som beskriver den sydamerikanska fågelvärlden.
Fågeln rödkindad guan (Penelope dabbenei) och fladdermusen Eumops dabbenei är uppkallade efter Roberto Dabbene.